# Estadio El Birichiche
El Estadio Birichiche o como se le denominaba anteriormente "El polvoriento Birichiche", es un estadio de fútbol ubicado en las cercanías del Estadio Nacional de Tegucigalpa y el Parque de pelota Lempira Reyna. 
Este estadio tenía una superficie de tierra de color rojo, algunos capitalinos lo llamaban "El estadio de Sangre" ya que era tan dura la superficie del inmueble que había heridos. Su tierra color rojo provenía del cerro Juana Laínez. En este escenario jugaron varias estrellas de la Selección Nacional de Honduras, como es el caso de Amado Guevara, Wilmer Velásquez, Mario Iván Guerrero, Danilo Turcios.

## Diseño
El estadio es el único inmueble de la capital donde se juega fútbol que carece de una pista, y tiene tres secciones, todas con sombra, las localidades norte y sur del estadio son graderías de concreto (hormigón) mientras que la localidad principal, tiene superficie de hormigón, un sector de sillas y varias cabinas de prensa. También se construyó un muro de contención para evitar deslizamientos del mismo cerro Juana Laínez que afectaba al terreno de juego durante las lluvias y eran necesarias excavadoras antes de jugar un partido después de las lluvias que azotaban la ciudad.

## Remodelación 2011
En el año 2011 el Estadio Birichiche sufrió una remodelaciÓn, dejó de ser una cancha polvorienta y cambió a ser un Estadio Nuevo con Grama Sintética.
Esta remodelación beneficia a más de 50.000 niños de la ciudad de Tegucigalpa. La reconstrucción tardó alrededor de seis meses y entre los cambios que se efectuaron está la colocación de la grama y el alumbrado eléctrico, así como el arreglo de las graderías y el muro perimetral del inmueble deportivo.